# Bjarne Sløgedal
Bjarne Sløgedal, född den 13 juni 1927, död den 3 februari 2014, var en norsk organist, dirigent och komponist. 
Sløgedal fick sin utbildning vid Musikkonservatoriet i Oslo, där han studerade från 1945 under Arild Sandvold, Øivin Fjeldstad och Bjarne Brustad. Efter examen 1950 studerade han vidare ett år vid Juilliard School of Music i New York. Från 1951 till 1996 var han domkyrkoorganist i Kristiansands domkyrka, vars motettkör han också dirigerade. Sløgedal var också en aktiv tonsättare för kör och orgel. Han hade tilldelats riddarkorset av första klassen av Sankt Olavs Orden.